# NGC 7804
NGC 7804 – gwiazda podwójna znajdująca się w gwiazdozbiorze Ryb. Zaobserwował ją Gottfried Schweizer 22 października 1860 roku i skatalogował jako obiekt typu mgławicowego.